# Miguel de las Cuevas

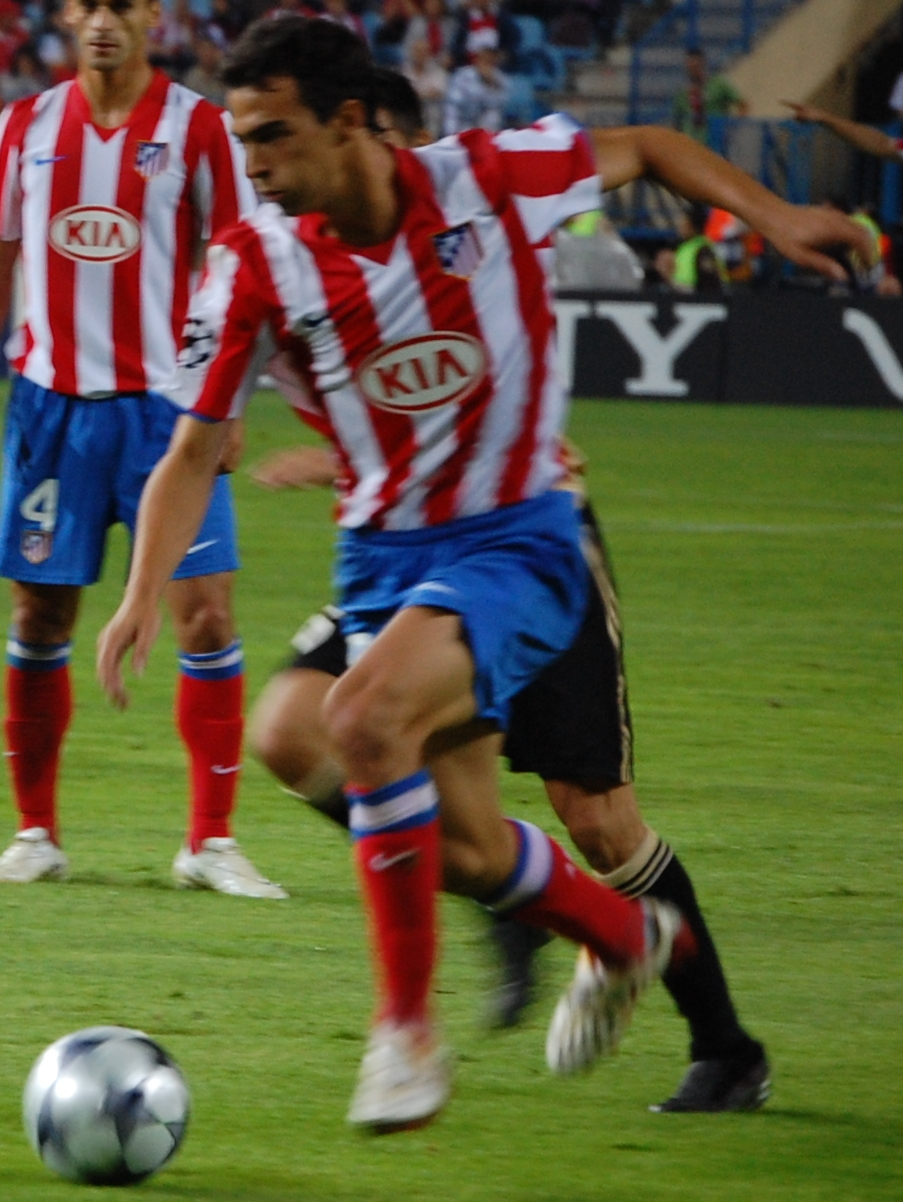

Miguel Ángel De las Cuevas (Alicante, 19 juni 1986) - voetbalnaam Miguel - is een Spaans profvoetballer. Hij speelt sinds de zomer van 2009 bij Sporting Gijón.

## Clubvoetbal
Miguel geldt als een talent in het Spaanse voetbal. Hij begon zijn voetbalcarrière bij de club die hem opleidde: Hércules CF. Hier speelde hij in totaal twee seizoenen. Zijn spel bij Hércules CF bleef niet ongemerkt en Atlético Madrid trok hem in de zomer van 2006 aan. In de voorbereiding mocht hij zich bewijzen om zo een plek af te dwingen in de selectie, anders zou hij verhuurd worden aan zijn oude club, en deze kans greep hij. In een oefenwedstrijd in augustus 2006 raakte hij echter zwaar geblesseerd en na enkele terugslagen in het herstelproces speelde de speler pas eind 2007 zijn eerste officiële wedstrijd voor Atlético Madrid in de bekerwedstrijd tegen Granada 74 CF.
In de zomer van 2009 tekende hij een vierjarig contract bij Sporting Gijón. In de eerste drie contractjaren heeft Atlético Madrid nog wel een clausule om de speler tegen een bepaald bedrag terug te kopen.
1 Herrera ·
2 Vidal ·
3 Cruz ·
4 U. García  ·
5 Herrando ·
6 Torró ·
7 Moncayola ·
8 Ibáñez ·
9 Ra. García ·
10 Oroz ·
11 Barja ·
12 Areso ·
13 Fernández ·
14 Ru. García ·
15 Peña ·
16 Gómez ·
17 Budimir ·
18 Muñoz ·
19 Zaragoza ·
20 Arnáiz ·
21 Martínez ·
22 Boyomo ·
23 Bretones ·
24 Catena ·
27 Benito ·
Coach: Moreno